# Basotho
- 0–20 %
- 20–40 %
- 40–60 %
- 60–80 %
- 80–100 %

Les Sotho ou Basotho sont un peuple bantou d'Afrique australe établi principalement en Afrique du Sud où ils constituent l'un des plus importants groupes ethno-linguistiques, et au Lesotho – l'ancien Basutoland – où ils sont très largement majoritaires (96,7 %). Leur nombre total était estimé à près de 7 millions au début des années 2000.

## Ethnonymie
Le singulier de Basotho est Mosotho (respectivement Bassouto et Massouto).
Selon les sources on observe plusieurs variantes dans la façon française de rendre ces mots : Basotho, Basoto, Basouto, Bassouto, Basuto, Basutu, Sothos, Soto, Souto, Suthu, Suto, Sutu.

## Langues
On distingue les Basotho (parlant le sotho du Sud, au Lesotho) des Tswanas (parlant le sotho de l'Ouest, au Botswana) et des Sotho habitant les provinces du Nord de l'Afrique du Sud (Gauteng, Limpopo et Mpumalanga parlant le sotho du Nord).

## Histoire
La nation Basotho (habitant le Lesotho moderne) émergea de la diplomatie de Moshoeshoe Ier qui réunit des clans disparates d'origine Sotho qui avaient été dispersés au cours du début du XIXe siècle. Leur pays a été vu la première fois par des occidentaux en 1801 par les Anglais Trutter et Somerville[Lequel ?].

## Mythologie
Les Basotho ont leurs mythes et légendes. Un mythe célèbre est celui du héros appelé, selon les versions, Moshanyana ou Ditaolane. Un jour, un monstre terrifiant fit irruption dans un village des Basotho et dévora tous ses habitants. Seule une femme enceinte, qui s'était cachée dans un enclos à bestiaux, fut épargnée. La femme accoucha d'un guerrier déjà adulte et en armes, Moshanyana. Quand elle lui raconta ce qui s'était passé, Moshanyana partit sur le champ pour retrouver le monstre. Dans l'intervalle, ce dernier, alourdi par son repas et devenu plus gros, s'était coincé en essayant de passer un col de montagne. Moshanyana le retrouva et le tua, puis il lui ouvrit le ventre et en fit ressortir les villageois indemnes.

### Filmographie
- (en) The Color of Gold, documentaire de Don Edkins, Afrique du Sud et Lesotho, distr. Icarus Films, 1992.
- (en) Goldwidows: Women in Lesotho, documentaire de Don Edkins, Afrique du Sud et Lesotho, distr. Icarus Films, 1990.

### Discographie
- (en) Tswana and Sotho voices : Botswana, South Africa, Lesotho : 1951 '57 '59 (collec. Hugh Tracey), International Library of African Music, Grahamstown, 2000